# Novouzenszki járás

A Novouzenszki járás a Szaratovi területen

A Novouzenszki járás (oroszul: Новоузенский муниципальный район) Oroszország egyik járása a Szaratovi területen. Székhelye Novouzenszk.

## Népesség
- 1989-ben 33 423 lakosa volt.
- 2002-ben 33 960 lakosa volt, melynek 25,2%-a kazah.
- 2010-ben 32 248 lakosa volt, melyből 21 718 orosz, 8 319 kazah, 432 tatár, 305 csecsen, 274 koreai, 221 ukrán, 157 örmény, 146 fehérorosz, 120 azeri stb.